# Thierry Omeyer
Thierry Omeyer (2 de noviembre de 1976, Mulhouse, Francia) es un exjugador de balonmano francés. Su último equipo fue el PSG de la LNH. Fue un componente de la selección de balonmano de Francia, donde logró importantes títulos.
Está considerado como uno de los mejores porteros de todos los tiempos, y fue el tercer portero en la historia en ser elegido IHF Jugador del Año, tras Henning Fritz en 2004 y Arpad Šterbik en 2005.

## Equipos
- Sélestat Alsace HB (1994-2000)
- Montpellier HB (2000-2006)
- THW Kiel (2006-2013)
- Montpellier HB (2013-2014)
- Paris Saint-Germain Handball (2014-2019)

## Palmarés

### Montpellier HB
- Liga de Campeones (2003)
- Liga Francesa (2002, 2003, 2004, 2005 y 2006)
- Copa de Francia (2001, 2002, 2003, 2005 y 2006)
- Copa de la Liga de Francia (2004, 2005, 2006 y 2014)

### THW Kiel
- Liga de Campeones (2007, 2010 y 2012)
- Bundesliga (2007, 2008, 2009, 2010, 2012, 2013)
- Copa de Alemania (2007, 2008, 2009, 2011 y 2012)
- Supercopa de Alemania (2007, 2008, 2011, 2012, 2013)
- Supercopa de Europa (2007)
- Mundial de Clubes (2011)

### PSG
- Liga de Francia de balonmano (5): 2015, 2016, 2017, 2018, 2019
- Copa de la Liga de balonmano (3): 2017, 2018, 2019
- Copa de Francia de balonmano (2): 2015, 2018
- Supercopa de Francia (3): 2014, 2015, 2016

### Selección nacional

#### Campeonato del Mundo
- Medalla de oro en el Campeonato del Mundo de 2001
- Medalla de bronce en el Campeonato del Mundo de 2003
- Medalla de bronce en el Campeonato del Mundo de 2005
- Medalla de oro en el Campeonato del Mundo de 2009
- Medalla de oro en el Campeonato del Mundo de 2011
- Medalla de oro en el Campeonato del Mundo de 2015
- Medalla de oro en el Campeonato del Mundo de 2017

#### Campeonato de Europa
- Medalla de oro en el Campeonato de Europa de 2006
- Medalla de bronce en el Campeonato de Europa de 2008
- Medalla de oro en el Campeonato de Europa de 2010
- Medalla de oro en el Campeonato de Europa de 2014

#### Juegos Olímpicos
- Medalla de oro en los Juegos Olímpicos de 2008
- Medalla de oro en los Juegos Olímpicos de 2012
- Medalla de plata en los Juegos Olímpicos de Río de Janeiro 2016

### Consideraciones personales
- IHF Jugador del Año (2008)
- IHF Mejor portero del mundo (2006)
- Mejor portero del europeo (2006)
- Mejor portero del mundial (2009)
- Mejor portero de los Juegos Olímpicos (2008)
- Mejor portero del mundial (2011)